# Conca Coulomb-Sarton
Coulomb-Sarton és una conca d'impacte situada en la cara oculta de la Lluna, pertanyent al període Prenectarià. Deu el seu nom a la seva situació entre el cràter Coulomb (al nord-est del centre de la conca) i el cràter més petit Sarton (just al sud del centre). La localització de la conca no és òbvia en la superfície lunar, presentant únicament petits fragments d'anells interiors i un brocal, sent la plana llisa i a baixa cota situada al seu centre l'element més rellevant des del punt de vista topogràfic.
Al seu centre es troba una concentració de massa (mascon), la qual cosa es tradueix en la presència d'un alt camp gravitatori local. Aquesta mascon va ser la primera a ser identificada pel detector Doppler de la nau Lunar Prospector.

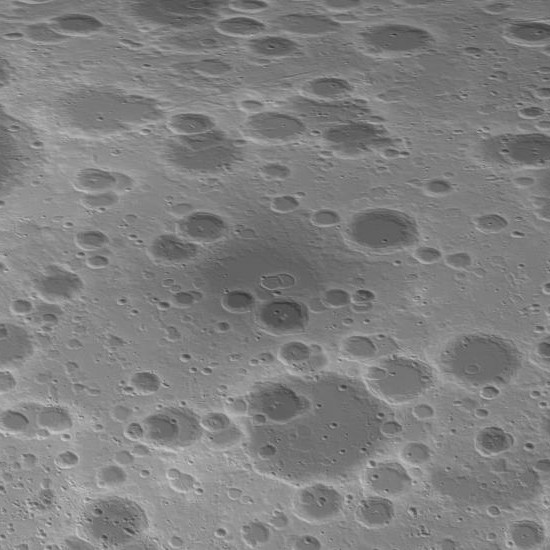
Mapa topogràfic

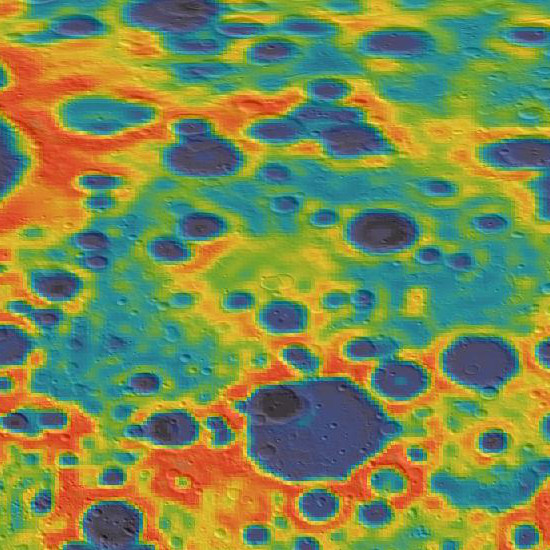
Mapa de gravetat basat en GRAIL

La llista de cràters situats a l'interior de la conca inclou a Weber i Kramers. Aproximadament en el contorn de la conca apareixen els cràters Dyson, Ellison, Stefan, Wegener, Wood, Landau, i Gullstrand. El gran cràter Birkhoff es troba al nord-oest.

### Altres referències
- (WGPSN), IAU Working Group for Planetary System Nomenclature. «Gazetteer of Planetary Nomenclature. 1:1 Million-Scale Maps of the Moon» (en anglès).  UAI / USGS, 13-02-2013. [Consulta: 6 abril 2016].
- Andersson, L. E.; Whitaker, E. A.,. NASA Catalogue of Lunar Nomenclature (en anglès).  NASA RP-1097, 1982.
- Blue, Jennifer. «Gazetteer of Planetary Nomenclature» (en anglès).  USGS, 25-07-2007. [Consulta: 2 gener 2012].
- Bussey, B.; Spudis, P.. The Clementine Atlas of the Moon (en anglès).  Nueva York: Cambridge University Press, 2004. ISBN 0-521-81528-2.
- Cocks, Elijah E.; Cocks, Josiah C.. Who's Who on the Moon: A Biographical Dictionary of Lunar Nomenclature (en anglès).  Tudor Publishers, 1995. ISBN 0-936389-27-3.
- McDowell, Jonathan. «Lunar Nomenclature» (en anglès).   Jonathan's Space Report, 15-07-2007. [Consulta: 2 gener 2012].
- Menzel, D. H.; Minnaert, M.; Levin, B.; Dollfus, A.; Bell, B. «Report on Lunar Nomenclature by The Working Group of Commission 17 of the IAU» (en anglès). Space Science Reviews, 12, 1971, pàg. 136.
- Moore, Patrick. On the Moon (en anglès).  Sterling Publishing Co, 2001. ISBN 0-304-35469-4.
- Price, Fred W. The Moon Observer's Handbook (en anglès).  Cambridge University Press, 1988. ISBN 0521335000.
- Rükl, Antonín. Atlas of the Moon (en anglès).  Kalmbach Books, 1990. ISBN 0-913135-17-8.
- Webb, Rev. T. W.. Celestial Objects for Common Telescopes, 6ª edición revisada (en anglès).  Dover, 1962. ISBN 0-486-20917-2.
- Whitaker, Ewen A. Mapping and Naming the Moon (en anglès).  Cambridge University Press, 2003. 978-0-521-54414-6.
- Wlasuk, Peter T. Observing the Moon (en anglès).  Springer, 2000. ISBN 1-85233-193-3.